# Tearce
Tearce (en macédonien : Теарце  ; en albanais : Tearcë) est une commune du nord-ouest de la Macédoine du Nord. Elle comptait 17 694 habitants en 2021 et s'étend sur 136,55 km2. Elle est majoritairement peuplée d'Albanais.
Son territoire est limitrophe de ceux des communes macédoniennes de Tetovo et Bogovinje ainsi que du Kosovo. La commune se trouve dans la plaine du Polog et au pied des monts Šar qui la séparent du Kosovo au nord-ouest.
La commune compte plusieurs villages en plus de son siège administratif, Tearce : Brezno, Varvara, Gloǵi, Dobrochté, Yelochnik, Lechok, Neprochteno, Nerachté, Odri, Prvtsé, Prchovtsé et Slatino.
Sa principale attraction touristique est le monastère de Lešok, l'un des plus importants du pays.

## Démographie
Lors du recensement de 2002, la commune comptait :
- Albanais : 18 950 (84,39 %)
- Macédoniens : 2 739 (12,20 %)
- Turcs : 516 (2,30 %)
- Roms : 67
- Serbes : 14
- Bosniaques : 1
- Autres : 167